# 清原邦夫
清原 邦夫（きよはら くにお、1961年 - ）は、フジテレビジョンスポーツ局専任局長兼ゼネラルプロデューサー。東京都立西高等学校、慶應義塾大学卒業。
祖父は検事総長を務めた清原邦一。叔父は産業経済新聞社社長・会長を務めた清原武彦。

## 来歴・人物
1984年にフジテレビに入社。営業部、編成部を経て、1995年にスポーツ局へ異動。フジテレビが制作するほとんどのスポーツ番組を手掛ける。
編成マンだった頃の1993年に立ち技格闘技イベントのK-1の立ち上げに加わる。これまで格闘技がテレビのコンテンツとして認められていなかったが、清原はテレビの一コンテンツとして評価。「フジテレビ格闘技委員会」にも発足当初から参加。1993年から放送の「K-1 GRANDPRIX」、2000年から放送の総合格闘技イベント「PRIDE」等の人気格闘イベント番組に携わった。
1995年にスポーツ局に異動してからは、フジテレビの格闘技コンテンツをフォローする情報番組『SRS』をスタートさせ、K-1のゴールデンタイム帯での放送の昇格やPRIDEの人気獲得の原動力となった。スポーツ局スポーツ部専任部長を経て、2008年秋よりフジテレビジョンニューヨーク支局勤務。2011年6月29日付でクリエイティブ事業局ゼネラルプロデューサー、2012年6月28日付でスポーツ局ゼネラルプロデューサー、2015年6月25日付でスポーツ局次長兼ゼネラルプロデューサー、2019年7月1日付で現職。

## 担当番組
- ジャンクSPORTS
- SRS
- PRIDE
- K-1 GRANDPRIX
- F1グランプリ
- トリノオリンピック中継

など。

## 映画
- 「最強への道 WELCOME TO THE K zone」（1997年）